# 细狗撵兔
细狗撵兔是流行于渭北一带的民间竞技活动习俗。在固定节日里，由狗主人带细狗逐猎兔子。活动影响甚广，参与者甚众。       

## 概况
主要流行于渭北，集中在蒲城一带。全盛时流传至晋南、豫西、湖北、湖南、内蒙、宁夏、甘肃等国内10余省区，细狗饲养量也相当庞大。但2006年年底，据在蒲城县有关地区统计，现有细狗种群中，纯种的本地细狗所占比例不足20%，总计只数仅为500余只，面临灭种危险。